# (29119) 1981 EW45
A (29119) 1981 EW45 egy kisbolygó a Naprendszerben. Schelte J. Bus fedezte fel 1981. március 1-jén.